# Acero 41xx
El acero 41xx (aceros al cromo-molibdeno), es una familia de aceros microaleados (o en inglés, high-strength low-alloy (HSLA) steel) de alta resistencia y de baja aleación, según lo especificado por la Sociedad de Ingenieros Automotrices (SAE Internacional).  Sus elementos aleación incluyen el cromo y molibdeno, (Cr [0,4-1,2 %], Mo [0,08-0,25 %]) y como resultado de estos materiales se refiere a menudo como acero CRMO o Chromoly (CrMo o CroMo). Tienen una fuerza excelente al cociente de peso, son fáciles de soldar y son considerablemente más fuerte y más duro que el estándar 1020 de acero. No es tan ligero como una aleación de aluminio, pero tiene la ventaja de una alta resistencia a la tracción y alta ductilidad.

## Características
Aceros aleados 41xx:
4130

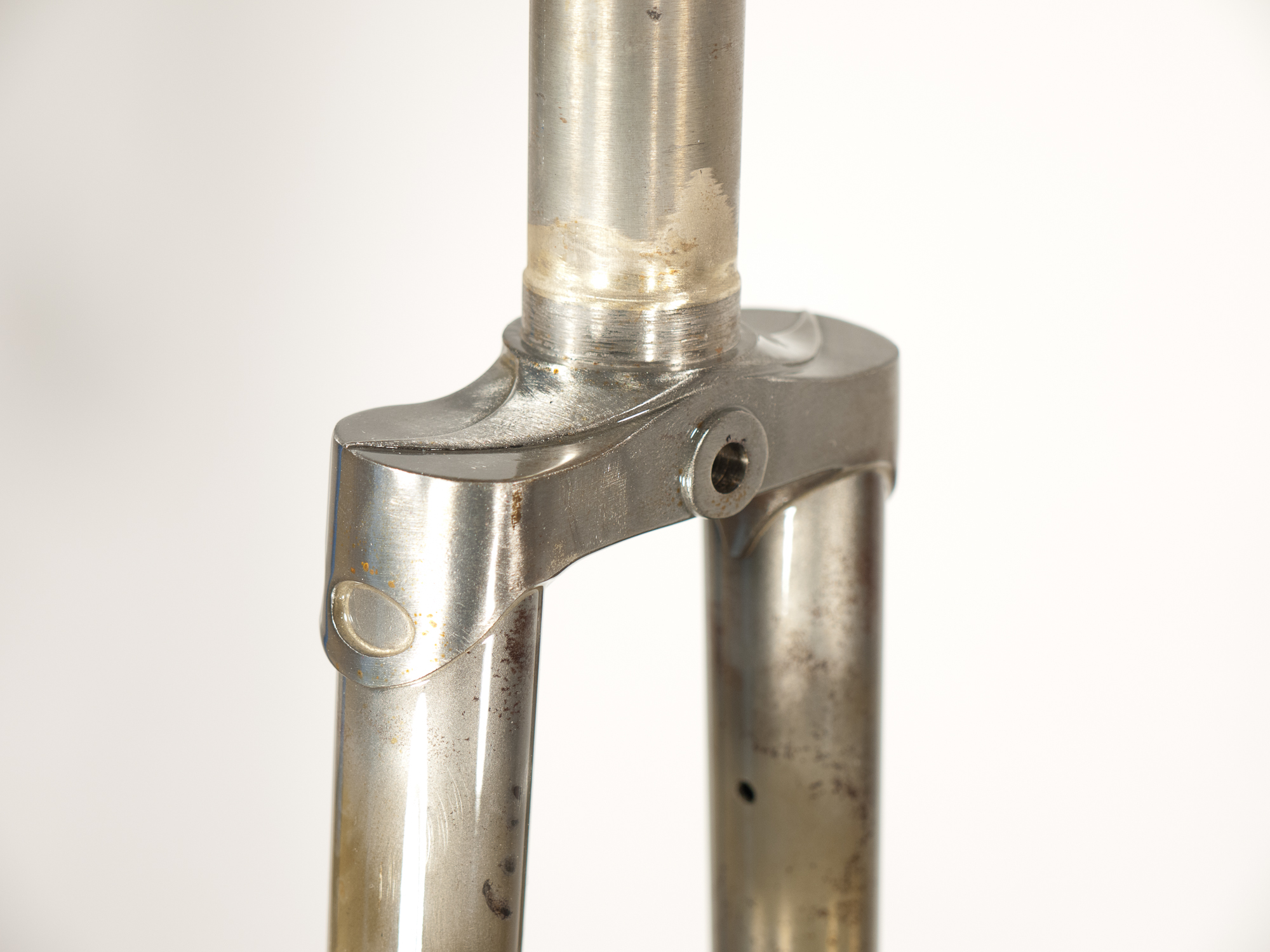
Horquilla de bicicleta de acero al cromo-molibdeno grado 4130

- Es un acero con buena penetración de temple y con buenas características de estabilidad hasta temperaturas de más o menos 400 °C.
- Tiene una elevada resistencia al deslizamiento en caliente y no presenta fragilidad de revenido. Por lo general se hace a una velocidad de avance de 0,3 m/min.
- Se utiliza para producir aviones ultraligeros, cuadros de bicicletas y barras de seguridad para autos de carrera.

4140
- Es un acero de buena penetración de temple y con buenas características de estabilidad en caliente hasta 400 °C.
- Sin fragilidad de revenido, muy versátil y apto para esfuerzos de fatiga y torsión.
- Piezas templadas a inducción pueden dar una dureza de 57-59 Rockwell C.
- Tiene amplia aplicación en construcción de vehículos por ejemplo para cigüeñales, ejes de cardán, bielas, pernos, ejes de contramarcha, ejes de bombas y engranajes.
- Muy utilizado en piezas forjadas como herramientas, llaves de mano, destornilladores, etc.
- Se usa también para espárragos y tornillos de la construcción de plantas que trabajen a temperatura entre 150 °C y 300 °C, como calderas, turbinas de vapor, plantas químicas, etc.

4150
- Sirve para los mismos usos del 4140 cuando se requieren durezas superiores.
- Piezas templadas a inducción de 4150 pueden dar una dureza superficial de 60-62 HRC.

## Propiedades
| Grado SAE | % Cr      | % Mo      | % C *     | % Mn      | % P (max) | % S (max) | % Si      |
| --- | --------- | --------- | --------- | --------- | --------- | --------- | --------- |
| 4118 | 0,40–0,60 | 0,08–0,15 | 0,18–0,23 | 0,70–0,90 | 0,035     | 0,040     | 0,15–0,35 |
| 4120 | 0,40–0.60 | 0,13–0,20 | 0,18–0,23 | 0,90–1,20 | 0,035     | 0,040     | 0,15–0,35 |
| 4121 | 0,45–0.65 | 0,20–0,30 | 0,18–0,23 | 0,75–1,00 | 0,035     | 0,040     | 0,15–0,35 |
| 4130 | 0,80–1,10 | 0,15–0,25 | 0,28–0,33 | 0,40–0,60 | 0,035     | 0,040     | 0,15–0,35 |
| 4135 | 0,80–1,10 | 0,15–0,25 | 0,33–0,38 | 0,70–0,90 | 0,035     | 0,040     | 0,15–0,35 |
| 4137 | 0,80–1,10 | 0,15–0,25 | 0,35–0,40 | 0,70–0,90 | 0,035     | 0,040     | 0,15–0,35 |
| 4140 | 0,80–1,10 | 0,15–0,25 | 0,38–0,43 | 0,75–1,00 | 0,035     | 0,040     | 0,15–0,35 |
| 4142 | 0,80–1,10 | 0,15–0,25 | 0,40–0,45 | 0,75–1,00 | 0,035     | 0,040     | 0,15–0,35 |
| 4145 | 0,80–1,10 | 0,15–0,25 | 0,43–0,48 | 0,75–1,00 | 0,035     | 0,040     | 0,15–0,35 |
| 4147 | 0,80–1,10 | 0,15–0,25 | 0,45–0,50 | 0,75–1,00 | 0,035     | 0,040     | 0,15–0,35 |
| 4150 | 0,80–1,10 | 0,15–0,25 | 0,48–0,53 | 0,75–1,00 | 0,035     | 0,040     | 0,15–0,35 |
| 4161 | 0,70–0,90 | 0,25–0,35 | 0,56–0,64 | 0,75–1,00 | 0,035     | 0,040     | 0,15–0,35 |
| * La composición de carbono de la aleación se representa por los dos últimos dígitos del número de especificación SAE, en centésimas de punto porcentual. |           |           |           |           |           |           |           |

| Material | Condición                      | Tensión de rotura (MPa) | Límite elástico (MPa) | Elongación en 5 cm [%] | Dureza (Rockwell) |
| -------- | ------------------------------ | ----------------------- | --------------------- | ---------------------- | ----------------- |
| 4130     | Obtenidos en frío—normalizada  | 590–760 MPa             | 480–590 MPa           | 20–30                  | B 90–96           |
| 4142     | Laminados en caliente—templado | 620–690 MPa             | 410–480 MPa           | 20–30                  | B 90–95           |
| 4142     | Obtenidos en frío—templado     | 720–830 MPa             | 590–660 MPa           | 15–25                  | B 96–100          |
| 4150     | Laminados en caliente—templado | 620–760 MPa             | 450–520 MPa           | 20–30                  | B 90–96           |